# Гетто в Гловно
Гетто в Гловно — еврейское гетто, созданное нацистами в период оккупации территории Польши во время Второй мировой войны в городе Гловно. Существовало с 12 мая 1940 года по март 1941 года.

## История
13 и 15 сентября 1939 года, — в первые дни оккупации Гловно, нацисты казнили шестерых евреев. В январе 1940 года в городе прошли погромы, участие в которых принимала и часть польского населения, несмотря на протесты священника и других местных жителей. Было осквернено еврейское кладбище, вырублены деревья и сняты надгробные плиты. В конце 1939 года был создан местный юденрат. Председателем назначили Абрама Розенберга и шесть человек от купцов. Вначале в еврейской полиции было 20 полицейских, со временем их количество увеличилось до 45. Еврейская полиция состояла из трех отделов, их начальниками были: кучер, купец и сын председателя юденрата.
В апреле 1940 года в Гловно прибыли сотни евреев-беженцев и перемещённых лиц из других городов. У многих из них не было с собой никаких вещей. Большинство депортированных прибыло без каких-либо вещей. Часть из них покинула Гловно, остальные поселились в пригородах. В январе 1940 года прибыло уже 2700 евреев, депортированных из Константинова, Бжезин, Згежа и Александрова.

## Гетто
Официально гетто в Гловно было создано 12 мая 1940 года. Оно включало в себя четыре улицы и 60 одноэтажных деревянных домов, непригодных для проживания зимой. По периметру гетто было обнесено проволочным забором. Еврейские полицейские и польский сторож контролировали единственные ворота.
Юденрату мог свободно раздавать разрешения на выезд из гетто. Отношения с немцами и полицией зачастую регулировались с помощью взяток. Узники гетто продолжали зарабатывать на жизнь ремёслами и торговлей. Часть из них работала в городе — в швейных и столярных мастерских немецкой полиции. Евреи из  Гловно имели возможность ездить даже в Варшаву. К июлю 1940 года количество евреев в гетто увеличилось до 5602 человек. К декабрю оно сократилось до 5220 человек.
Жителей гетто отправляли на каторжные работы на соседние фермы. Отдел труда юденрата был обязан предоставить бригады для работ в городе. С августа 1940 года начались отправки в исправительно-трудовые лагеря. Из-за страха быть депортированными молодые люди прятались в лесу и близлежащих деревнях.
10 февраля 1941 года вышел приказ немецкой полиции о возвращении всех постоянных разрешений на выезд, выданных юденратом. Это стало началом ликвидации гетто. Когда распространились новости о депортации евреев, юденрат начал готовиться к перемещению населения Гловно. Богатые переехали в Варшаву сами на транспорте, который они наняли. В это время в гетто царила анархия, пока юденрат боролся с еврейской полицией, запасы продовольствия были украдены. Поляки вошли в гетто и скупили еврейскую собственность за копейки. Немецкие полицейские же брали всё то, что хотели.
28 февраля 1941 года немецкая полиция объявила о депортации, намеченной на следующий день. Однако до 18 марта 1941 года в Гловно все еще были евреи.
Абрам Розенберг, председатель юденрата, отправился в Варшаву в колонне из 20 больных. Небольшое количество ремесленников из Гловно было перевезено в Лович. Там они какое-то время работали на немцев с группой местных мастеров, пока все евреи не были перевезены в Варшавское гетто.